# Johann Philipp Breyne
Johann Philipp Breyne ( 9 de agosto de 1680 , Danzig (Gdańsk), Polonia – 12 de diciembre de 1764 , ibíd.), era hijo del botánico Jacob Breyne (1637-1697), fue un botánico, paleontólogo, zoólogo entomólogo alemán. Fue muy conocido por su obra sobre el insecto Porphyrophora polonica, que era usado en producir tinte rojo. A propuesta de Hans Sloane, fue elegido, el 21 de abril de 1703, miembro de la Royal Society. También fue miembro de la Academia Germana de Ciencias Naturales Leopoldina (desde 1715) y de Societas Litteraria (en 1720)

## Obra
- Exoticarum aliarumque minus cognitarum plantarum centuria prima.... 1674-1678
- De Plantis & Insectis Quibusdam Rarioribus in Hispania Observatis, In: Philosophical Transactions. Vol. 24, pp. 2044-2055, 1704, 1705
- Epistola D. J. Phil. Breynij, M. D. Gedanensis, & Reg. Societ. Lond. Sodal. ad D. Hans Sloane, M. D. Dictoe Societatis Secretarium; Varias Observationes Continens, in Itinere per Italiam Suscepto, Anno 1703. Vol. 17, pp. 447-459, 1710, 1712
- Dissertatiuncula de Agno Vegetabili Scythico, Borametz Vulgo Dicto, In: Philosophical Transactions. Vol. 33, pp. 353-360, 1724, 1725
- Observatio de Succinea Gleba, Plantae Cujusdam Folio Impraegnata, Rarissima. Vol. 34, pp. 154-156, 1725, 1726
- Historia naturalis Cocci Radicum Tinctorii quod polonicum vulgo audit. Danzig, 1731
- Some Corrections and Amendments by J. P. Breynius, M.D. F.R.S. concerning the Generation of the Insect Called by Him Coccus Radicum, in His Natural History Thereof, Printed in the Year 1731.... En: Philosophical Transactions vol. 37, pp. 444-447, 1731, 1732
- A Letter from John Phil. Breyne, M. D. F. R. S. to Sir Hans Sloane, Bart. Pres. R. S. with Observations, and a Description of Some Mammoth's Bones Dug up in Siberia, Proving Them to Have Belonged to Elephants. En: Philosophical Transactions vol. 40, pp. 124-138, 1737
- Prodromi fasciculi rariorum plantarum primus et secundus.... 1739 - Aus dem Nachlass seines Vaters

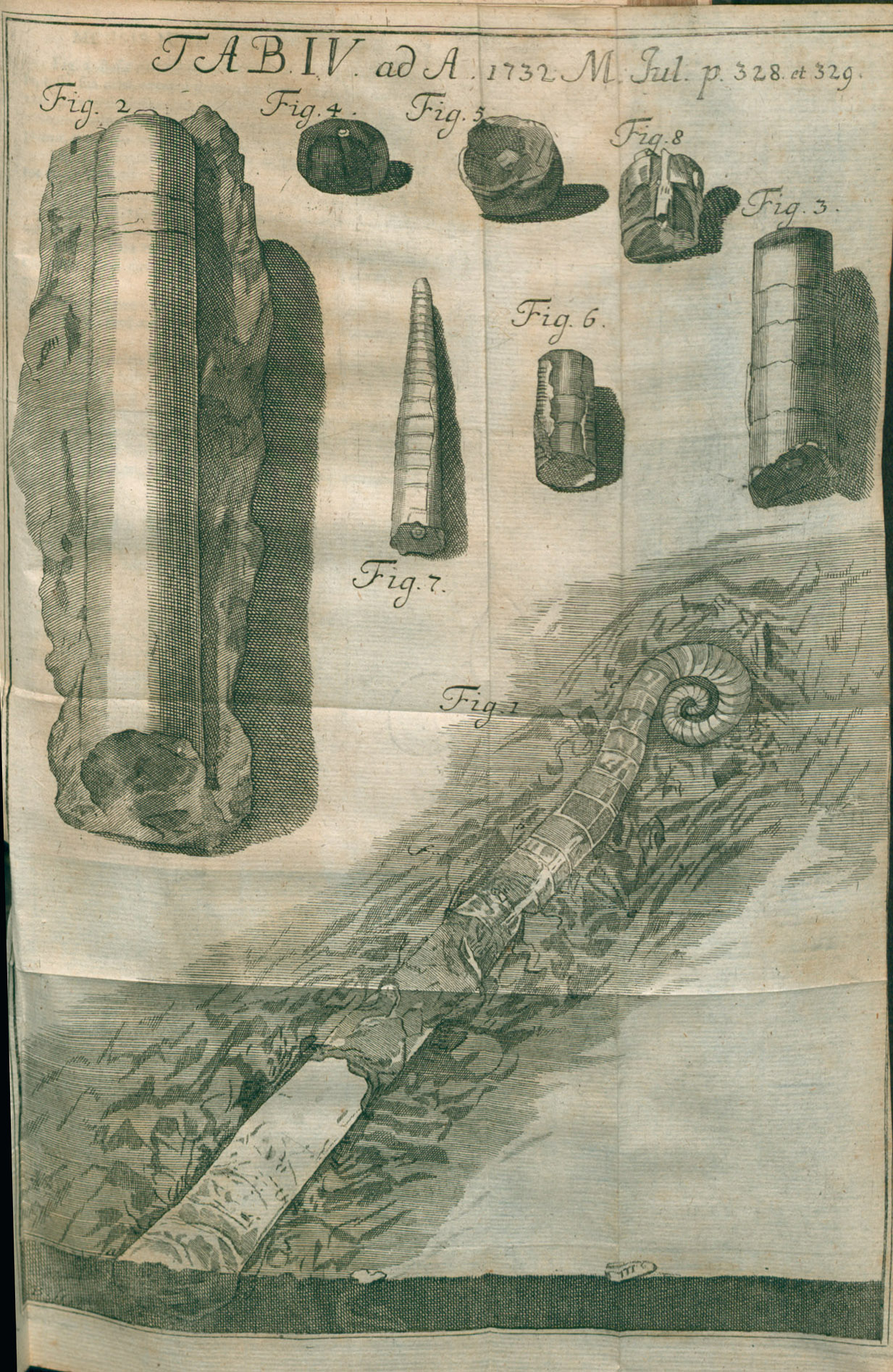
Ilustración de Dissertatio physica de polythalamis (Acta Eruditorum, 1732)

- Ilustración de Dissertatio physica de polythalamis (Acta Eruditorum, 1732)Observatio de Immodico & Funesto Lapidum Cancrorum, Similiumque Terrestrium Absorbentium Usu, Indeque Ortis Calculis in Ventriculo & Renibus. En: Philosophical Transactions vol. 41, pp. 557-559, 1739, 1741 (con Hans Sloane)

## Honores

### Epónimos
Fauna
Especies extintas
- (Nautiloidea) Lituites breynius

Flora
Especies existentes
- (Fabaceae) Bikinia breynei (Bamps) Wieringa[1]

- (Fabaceae) Gilbertiodendron breynei Bamps[2]